# Стражске
Стра́жске (словац. Strážske, венг. Őrmező) — городок в восточной Словакии, расположенный в районе Михаловце в 10 км от Гуменного, на правом берегу реки Лаборец.

## Население
| Год:                | 1994 | 2004    | 2014    | 2024    |
| ------------------- | ---- | ------- | ------- | ------- |
| Количество человек: | 4427 | 4455    | 4398    | 4166    |
| Разница:            |      | +0,63 % | −1,27 % | −5,27 % |

## История
Стражске возникло в XI веке во времена правления Самуила Абы, когда венгерское королевство передвинуло границы на запад и сюда переселился гарнизон пограничных стражей. Местечко было впервые упомянуто в 1337 году. В 1914 году войска Брусилова заняли Гуменне и штурмовали Стражске, но взять его им не удалось. Во время битвы около Стражского погибло много местных жителей. В 1968 Стражске стало городом.

## Транспорт
Стражске — железнодорожная станция, сообщается ж/д линиями с городами Михаловце, Гуменне, Вранов-над-Топлёу.

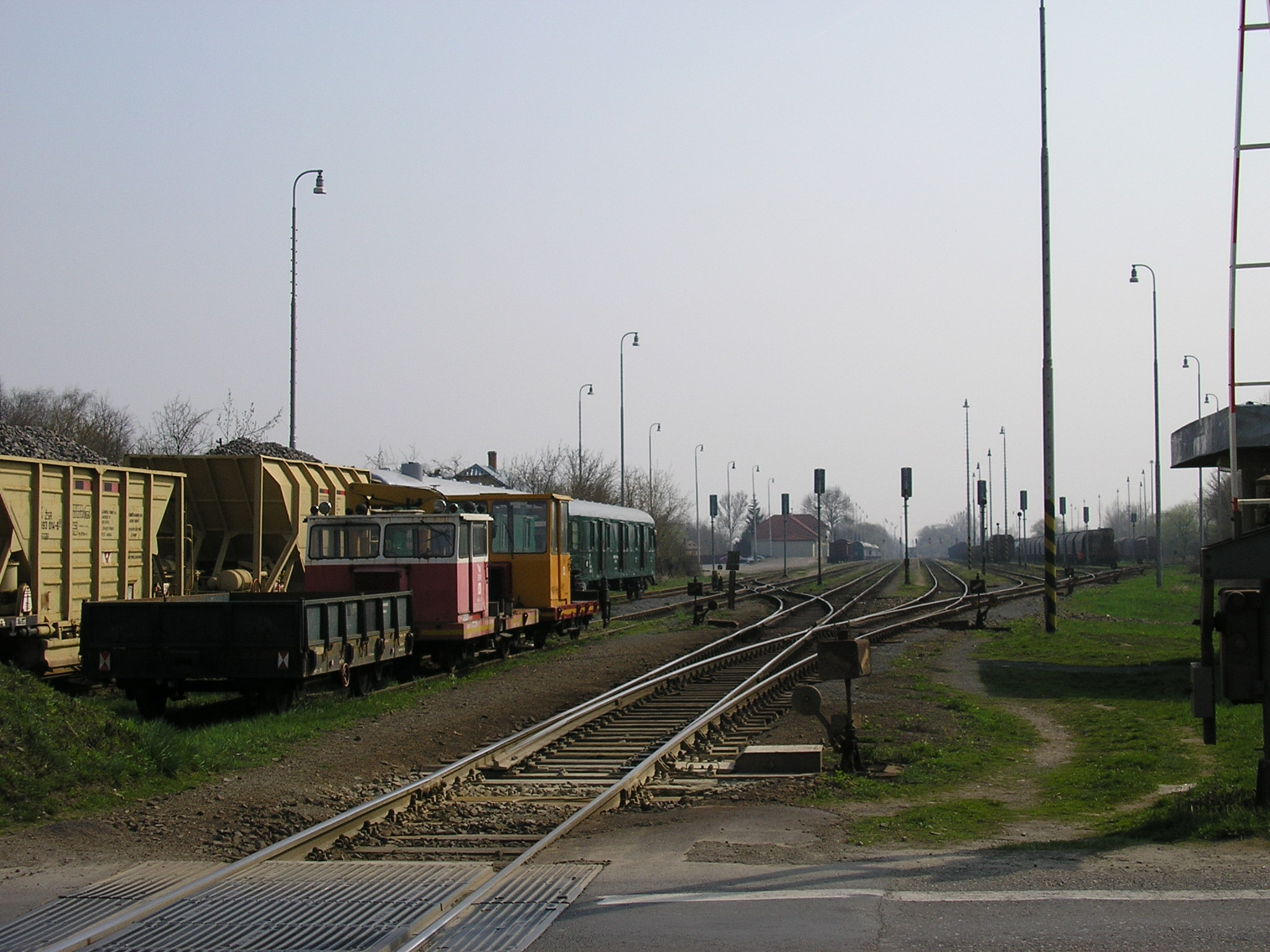
Станция Стражске
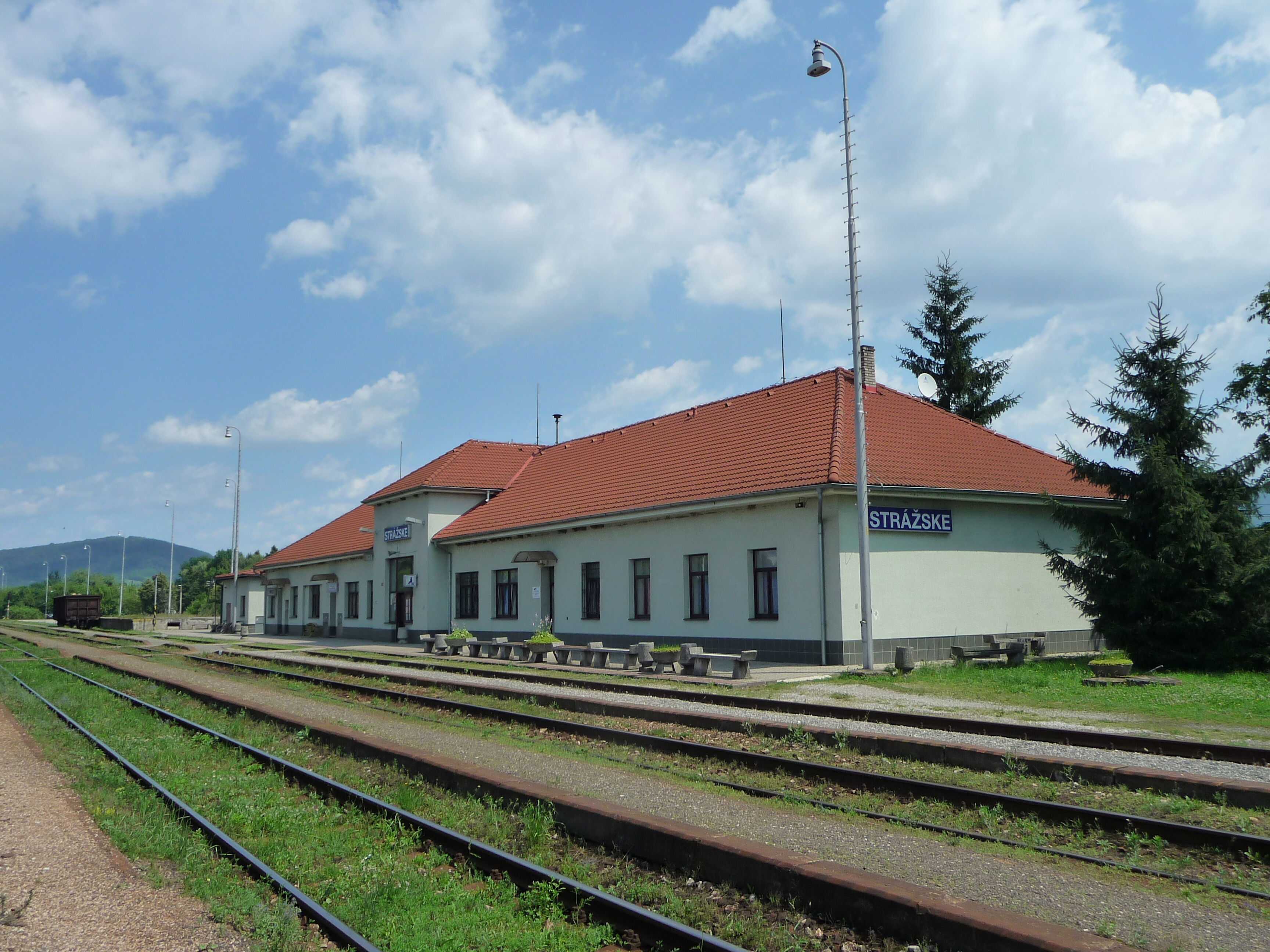
Станция Стражске

Автодорога 18 соединяет Стражске с Михаловце и Врановом-над-Топлёу, дорога 74 — с Гуменным.

## Достопримечательности
- Приходский костёл